# Alerion

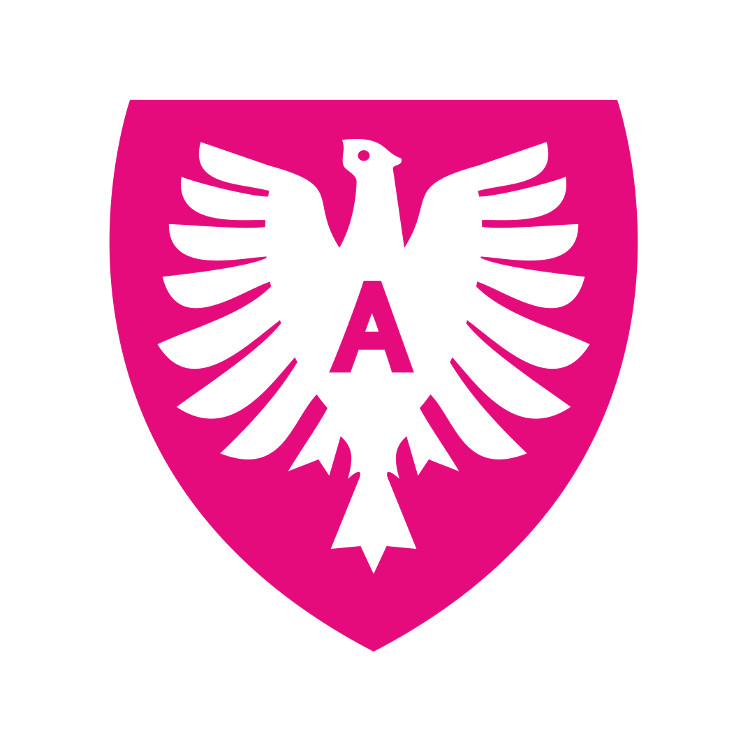
Heraldická figura alerion

Alerion je obecná heraldická figura v podobě ptáka s rozepjatými křídly. Pochází z oblasti Francie, kde se objevil v erbovníku Armorial d'Urfe (1380–1400) a bývá zobrazován jako orel beze zbroje, tedy bez zobáku a drápů. V české heraldice je alerion jako figura neznámý, objevuje se až s příchodem vládnoucí dynastie Habsbursko-Lotrinské.

## Předobraz
Příběh ptáka aleriona popisuje evangelista Jan nebo také Pierre de Beauvais zvaný le Picard ve své knize Bestiaire. Na světě prý žije vždy jen jeden pár alerionů, ptáků větších než orel. Po 60 letech snese samice dvě vejce, na kterých sedí 60 dní a nocí. Po vylíhnutí mláďat rodiče odletí nad moře, kde se vrhnou do vody a utopí se. O osiřelá mláďata se starají ostatní ptáci, krmí je a hlídají hnízdo. Do chvíle, než mohou mláďata sama vzlétnout.

## Užití
Ve Francii užívaly tuto heraldickou figuru zejména rody Lotrinských a Montmorency. Významný je zejména erb rodiny Montmorency, pyšnící se celkem 16 aleriony, který je dodnes součástí znaků francouzských měst Bessancourt, Deuil la Barre, Eaubonne, Écouen, Ézanville, Montsoult, Le Plessis-Bouchard, St. Leu la Fort, Taverny a Montmorency.